# Pergamentflügel-Fledermäuse
Die Pergamentflügel-Fledermäuse (Myopterus) sind eine Fledermausgattung aus der Familie der Bulldoggfledermäuse (Molossidae). Die Gattung umfasst zwei Arten, die im mittleren Afrika leben.
Die Fledermäuse dieser Gattung unterscheiden sich von anderen Bulldoggfledermäusen durch die kurzen und abgerundeten Ohren, die lange Schnauze und die seitlich angeordneten Nasenlöcher. Sie erreichen eine Kopfrumpflänge von 56 bis 66 Millimeter, wozu noch ein 25 bis 33 Millimeter langer Schwanz kommt. Ihr Fell ist an der Oberseite dunkelbraun und an der Unterseite hellrot bis gelblich-weiß gefärbt.
Über ihre Lebensweise ist kaum etwas bekannt. Sie dürften Bewohner der Regenwälder sein und vorwiegend einzelgängerisch leben. Tagsüber schlafen sie in Baumhöhlen oder unter Blättern verborgen. In der Nacht suchen sie nach Nahrung, wobei sie vorwiegend Insekten erbeuten.
Es werden zwei Arten unterschieden:
- die Daubenton-Pergamentflügel-Fledermaus (Myopterus daubentonii) ist vom Senegal bis in den Norden der Demokratischen Republik Kongo verbreitet und bisher nur durch 23 Exemplare bekannt.
- die Bini-Pergamentflügel-Fledermaus (Myopterus whitleyi) kommt von Ghana bis Uganda vor und verzehrt weichere Beute als M. daubentonii.